# Hexatoma (Eriocera) rubrinota
Hexatoma (Eriocera) rubrinota is een tweevleugelige uit de familie steltmuggen (Limoniidae). De soort komt voor in het Nearctisch gebied.